# The Earth Is...
The Earth Is... es el nombre del undécimo álbum de estudio de la banda de soft rock australiana Air Supply. Fue editado por Giant Records el 23 de julio de 1991, donde se desprenden los sencillos: «Without You», «Stronger Than the Night» y «Stop the Tears» . El álbum vendió más de un millón de copias fuera de USA, el sencillo fue el único en ocupar los charts en ese país aunque los vídeos de «Stronger Than the Night» y «Stop the Tears» fueron transmitidos por la cadena MTV.

## Listado de canciones
1. Stronger Than the Night (Russell, Sherwood, Young) - 4:15
2. Without You (Evans, Ham) - 4:36
3. The Earth Is (Russell, Sherwood) - 5:37
4. Speaking of Love (Haun, Russell, Sherwood, Young) - 4:30
5. She's Got the Answer (Antonino, Haun, Russell, Sherwood) - 5:45
6. What Becomes of the Brokenhearted (Weatherspoon, Riser, Dean) - 3:38
7. Stop the Tears (Russell, Sherwood, Buckingham, Kyle) - 4:14
8. Dame Amor (Haun, Russell, Sherwood) - 6:15
9. Love Conquers Time (Russell, Milne) - 5:01
10. Dancing With the Mountain (Russell, Andersson, Ulvaeus, Anderson, Sherwood, Young) - 6:13
11. Bread and Blood (Russell) - 4:38
12. Someone Who Believes in You (Goffin, King) - 4:15

- Datos: Q3283273